# New York Jets 1970
La stagione 1970 dei New York Jets è stata la prima della franchigia nella National Football League, l’11ª complessiva dopo la fusione con l'American Football League. Dopo essersi qualificata  per i playoff nelle due stagioni precedenti, la squadra scese a un record di 4–10. Uno dei momenti da ricordare della stagione fu quando i Jets apparvero nel primo Monday Night Football della storia, dove furono sconfitti per 31-21 dai Cleveland Browns. Nella quinta gara della stagione, il quarterback Joe Namath si infortunò per tutto il resto della stagione rompendosi un polso contro i Baltimore Colts allo Shea Stadium, nel primo incontro tra le due squadre dalla vittoria nel Super Bowl III. Con la loro stella infortunata, i Jets furono costretti a far giocare l’inesperto Al Woodall, che guidò New York a vittorie a sorpresa contro formazioni quotate della NFC come Los Angeles e Minnesota. Oltre a queste però, l’unica altra vittoria fu contro i poco temibili Boston Patriots.

## Roster
| Roster dei New York Jets nel 1970 |
| --- |
| Quarterback - 15 Bob Davis - 18 Al Woodall Running Back - 32 Emerson Boozer - 30 Chuck Mercein - 42 Cliff McClain - 37 George Nock - 34 Lee White Wide Receiver - 7 Eddie Bell - 88 Rich Caster - 13 Don Maynard - 83 George Sauer Tight End - 82 Gary Arthur - 87 Pete Lammons - 89 Wayne Stewart Offensive Linemen - 70 Dave Foley T - 67 Dave Herman G - 75 Winston Hill T - 68 Dave Middendorf G - 64 Pete Perreault T - 66 Randy Rasmussen G - 52 John Schmitt C Defensive Linemen - 77 Tom Bayless DT - 86 Verlon Biggs DE - 80 John Elliott (giocatore di football americano 1944) DT - 57 John Little DT - 84 Mark Lomas DE - 81 Gerry Philbin DE - 85 Steve Thompson Linebacker - 62 Al Atkinson - 51 Ralph Baker - 56 Paul Crane - 55 John Ebersole - 60 Larry Grantham - 35 Dennis Onkotz Defensive Back - 40 Mike Battle - 43 John Dockery - 33 W.K. Hicks FS - 48 Gus Hollomon SS - 22 Jim Hudson - 28 Cecil Leonard - 21 Steve Tannen CB - 45 Earlie Thomas CB Special Team - 20 Steve O'Neal P - 11 Jim Turner K Lista delle riserve - 61 Roger Finnie T (IR) - 12 Joe Namath QB (IR) - 41 Matt Snell RB (IR) |
| Legenda - I rookie sono in corsivo. - Il primo ruolo è il principale mentre gli eventuali successivi indicano i ruoli secondari. - (IR) sta per Injured Reserve ed indica la lista ristretta per un solo giocatore infortunato che può tornare ad allenarsi dopo la settimana 6 e a rientrare in prima squadra dopo che questa ha giocato 8 partite. - (NF-Inj.) / (NF-Ill.) stanno rispettivamente per Non-Football Injured e Non-Football Illness ed indicano le liste dove viene inserito un giocatore che ha un infortunio o una malattia non dipendente dal football americano. - (PUP) sta per Physically Unable to Perform ed indica la lista dove viene inserito un giocatore mentre è in attesa di recuperare la condizione fisica. Nella stagione regolare dopo la sesta partita giocata dalla propria squadra, il giocatore ha tempo tre settimane per riprendere ad allenarsi, più tre settimane aggiuntive dal suo rientro agli allenamenti per rientrare in prima squadra. |

## Calendario
| Stagione regolare |                        |           |                               |
| Turno             | Avversario             | Risultato | Stadio                        |
| 1                 | at Cleveland Browns    | S 31–21   | Cleveland Stadium             |
| 2                 | at Boston Patriots     | V 31–21   | Harvard Stadium               |
| 3                 | at Buffalo Bills       | S 34–31   | War Memorial Stadium          |
| 4                 | Miami Dolphins         | S 20–6    | Shea Stadium                  |
| 5                 | Baltimore Colts        | S 29–22   | Shea Stadium                  |
| 6                 | Buffalo Bills          | S 10–6    | Shea Stadium                  |
| 7                 | New York Giants        | S 22–10   | Shea Stadium                  |
| 8                 | at Pittsburgh Steelers | S 21–17   | Three Rivers Stadium          |
| 9                 | at Los Angeles Rams    | V 31–20   | Los Angeles Memorial Coliseum |
| 10                | Boston Patriots        | V 17–3    | Shea Stadium                  |
| 11                | Minnesota Vikings      | V 20–10   | Shea Stadium                  |
| 12                | Oakland Raiders        | S 14–13   | Shea Stadium                  |
| 13                | at Miami Dolphins      | S 16–10   | Miami Orange Bowl             |
| 14                | Baltimore Colts        | S 35–20   | Memorial Stadium              |

## Classifiche
| AFC East        | AFC East | AFC East | AFC East | AFC East | AFC East | AFC East | AFC East | AFC East | AFC East |
|                 | V        | S        | P        | %        | DIV      | CONF     | PF       | PS       | STR      |
| --------------- | -------- | -------- | -------- | -------- | -------- | -------- | -------- | -------- | -------- |
| Baltimore Colts | 11       | 2        | 1        | .846     | 6–1–1    | 8–2–1    | 321      | 234      | V4       |
| Miami Dolphins  | 10       | 4        | 0        | .714     | 6–2      | 8–3      | 297      | 228      | V6       |
| New York Jets   | 4        | 10       | 0        | .286     | 2–6      | 2–9      | 255      | 286      | S3       |
| Buffalo Bills   | 3        | 10       | 1        | .231     | 3–4–1    | 3–7–1    | 204      | 337      | S5       |
| Boston Patriots | 2        | 12       | 0        | .143     | 2–6      | 2–9      | 149      | 361      | S3       |

Nota: I pareggi non venivano conteggiati ai fini della classifica fino al 1972.